# 121506 Chrislorentson
121506 Chrislorentson è un asteroide della fascia principale. Scoperto nel 1999, presenta un'orbita caratterizzata da un semiasse maggiore pari a 2,6585765 UA e da un'eccentricità di 0,1112102, inclinata di 11,83765° rispetto all'eclittica.